# Arapsko-bizantski ratovi
Arapsko-bizantski ratovi je naziv za niz ratova između Bizanta i arapskih država.
Trajali su od 629. do 1050-ih. Bojišnice su bile Levant, Sirija, Egipat, sjeverna Afrika, Anatolija, Kreta, Sicilija, južna Italija. Ishod je bio da su Arapi osvojili od Bizanta brojna područja. Najviše su zauzeli na području Levanta, Mezopotamije i sjeverne Afrike. Bizantu nije pomogao niti uspon iz 10. stoljeća.
Izbili su osvajanjima muslimanskih Arapa za vrijeme ekspanzionističkog Rašidunskog Kalifata i omejidskih kalifa u 7. stoljeću. Njihovi su nasljednici nastavili te ratove sve do 11. stoljeća.
Na bizantskoj su se strani borili uz sami Bizant (Istočno Rimsko Carstvo), Ghasanidi, Mardaiti, armenske kneževine, Prvo Bugarsko Carstvo, Kraljevina Italija i talijanski gradovi države. 
Na arapskoj su se strani borili Rašidunski Kalifat, Omejidi, Abasidski Kalifat, Aghlabidi, Sicilijski Emirat, Barijski Emirat, Kretski Emirat, alepski Hamdanidi, Fatimidi i alepski Mirdasidi.
U ovim ratovima na kršćanskoj su strani sudjelovali i Hrvati. Neki to dovode u svezu su pohodom na Sipont u Apuliji u južnoj Italiji. 10. srpnja 926. je prema nekima Mihajlo Višević, vladar Zahumlja opljačkao taj grad, no ne može se sa sigurnošću reći niti poreći da je to napravio pod vrhovnim zapovjedništvom hrvatskog kralja Tomislava, iako neki povjesničari tvrde da je to bilo po Tomislavovoj zapovjedi. Prema Omrčaninu, Tomislav je poslao hrvatsku mornaricu kojom je zapovijedao Mihajlo da istjera Saracene iz tog dijela južne Italije i oslobodi grad. Budući da je Višević bio prisutan na saborima, hrvatski povjesničari pretpostavljaju da je i njegova kneževina bila pod Tomislavovim utjecajem.

## Bizantska rekonkvista
U 10. st. Bizant je započeo veliku ofenzivu na istoku (na zapadu su već srušili Emirat Bari 876.) u kojoj se najviše istakla Makedonska dinastija. Za vladavine Romana II. (959. – 963.), Nikefor II. Foka (963. – 969.) i Ivan Cimiska (969. – 975.). Prvo je, tada general Ivan Cimisko zauzeo Samosatu u sjevernoj Mezopotamiji (959.), Nikefor Foka (tada također general) 961. Kretu rušeći Kretski emirat. Kada je postao car Nikefor je Foka 963. osvojio Cliciju s Tarzom te je probio granicu koja je na tom području postojala oko 3 stoljeća. Nikefor je 965. osvojio Cipar, a 969. kada su došla pojačanja i Antiohiju koju su Arapi oteli caru Herakliju 638. Tek nekoliko tjedana nakon pada Antiohije Nikefor je ubijen po naređenju svoje supruge carice Teofano. Na prijestolje je došao Ivan Cimisko koji je odbio Svjatoslavovu invaziju Bugarske te osvojio istočni dio te zemlje.
Na zapadu odbijaju prihvatiti bizantsku vlast. Pod vodstvom Samujla osnivaju Samujlovo carstvo. Car je na istoku osvojio Tir, Cezareju, Sidon, Biblos probivši se do Svete zemlje Palestine. Umro je 975. čini se od tifusa. Nakon njega carska kruna pripala je Baziliju II. (976. – 1025.) koji je nakon teških borbi 1018. urušio Samujlo carstvo. Udovica Samujlova nasljednika (koji je umro 1014.) Ivana Vladislava se odrekla prava na Carstvo.
Na istoku je car osvojio neke države na Kavkazu i učvrstio bizantski položaj u južnoj Italiji. Careva je vojska 1026. osvojila Messinu (Sicilija), ali je carev brat i nasljednik Konstantin VIII. opozvao planirani pohod na Siciliju. Kada je on 1028. umro naslijedio ga je aristokrat Roman III. Argir. Njegov je vojskovođa Juraj Maniakes 1032. osvojio Edesu, nakon gotovo 400 godina muslimanske vladavine. Taj je vojskovođa od 1038. do 1043. boravio na Siciliji osvojio Sirakuzu i Taorminu (Messina je osvojena već 1026.) Car Konstantin XI. ga je smijenio s mjsta generala, ali je Manijak privatio izazov. Dao se proglasti carem sve dok 1043. nije tijekom već dobivene bitke pogođen strelicom. Konstantin XI. je zaključio osvajanje Kavkaza pripajanjem države Ani. Sukuob na Siciliji bio je posljednji rat između Arapa i Bizantinaca. Alepo se podvrgnuo protektoratu tako da Bizant među Arapima nije imao ozbiljnog protivnika.             